# Perturbace (astronomie)
V astronomii jsou perturbace odchylky (poruchy) pohybu hmotného tělesa od keplerovské dráhy (viz Keplerova úloha týkající se pohybu dvou těles) způsobené jinými silami jako je gravitační přitažlivost dalších těles, odpor např. atmosféry a mimostředovou přitažlivost sféroidu nebo jinak nepravidelného tělesa.

Perturbační (poruchové) síly Slunce na Měsíc na dvou místech jeho oběžné dráhy. Modré šipky reprezentují směr a velikost gravitačního působení Slunce na Zemi. Jeho aplikace na pozici Země a Měsíce nenarušuje jejich vzájemnou pozici. Odečtením tohoto působení od síly, kterou působí Slunce na Měsíc (černé šipky) získáme perturbační sílu (červené šipky) na Měsíc vzhledem k Zemi. Protože směr i velikost perturbační síly se mění podle místa na oběžné dráze, způsobuje změny tvaru oběžné dráhy Měsíce.

## Úvod
Studium perturbací začalo s prvními pokusy předpovědět pohyby planet na obloze, i když jejich příčiny zůstávaly v starověku neznámé. Když Newton formuloval pohybové zákony a zákon všeobecné gravitace, aplikoval je na první analýzu perturbací, spoznaje komplexní složitost jejich výpočtu.
Od té doby se mnoho velkých matematiků věnovalo souvisejícím problémům kvůli potřebě přesných tabulek pozic Měsíce a planet pro navigaci na moři v 18. a 19. století.
Komplexní pohyby gravitačních perturbací lze rozdělit. Hypotetický pohyb hmotného tělesa v gravitačním poli jednoho dalšího tělesa je s velkou přesností kuželosečka a lze jí lehce popsat metodami geometrie. Nazývá se to problém dvou těles a jeho řešením je nerušená keplerovská dráha. Rozdíly mezi tímto a skutečným pohybem tělesa jsou perturbace způsobené hlavně gravitačními vlivy dalších těles. Pokud uvažujeme pouze jedno další významné těleso, pak perturbační (rušený) pohyb popisuje problém tří těles. Pokud existuje více dalších těles, jde o problém n těles. Analytická řešení (matematické výrazy na predikci pozicí a pohybů v jakémkoli budoucím čase) pro problém dvou a tří těles existuje, ale kromě některých speciálních případů nejsou známa pro problém n těles. Dokonce i problém dvou těles se stane neřešitelným, pokud má jedno z těles nepravidelný tvar.

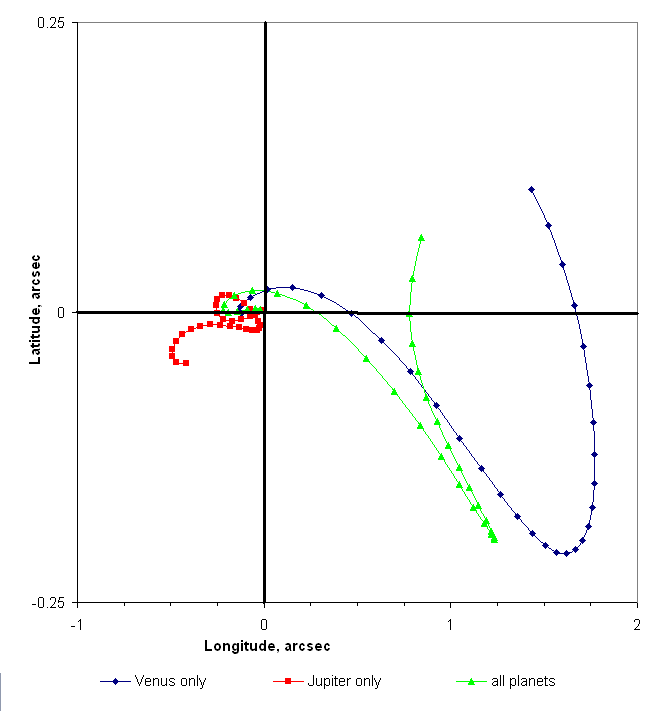
Orbitální délka a šířka Merkuru ovlivněná Venuší, Jupiterem a dalšími planetami sluneční soustavy v intervalech 2,5 dne. Bez perturbací by Merkur zůstal na mřížce centrován.

Většina systémů obsahujících vícenásobné gravitační přitažlivosti prezentuje jedno primární těleso, které je dominantní ve svých vlivech (např. hvězda v případě hvězdy a její planety, nebo planeta v případě planety a jejího satelitu). Gravitační vlivy jiných těles lze uvažovat jako perturbace hypotetického neodchýleného pohybu planety nebo satelitu kolem jeho primárního tělesa.

## Matematická analýza

### Všeobecné perturbace
V metodách všeobecných perturbací se obecné diferenciální rovnice, buď pohybu nebo změny orbitálních elementů, řeší analyticky obvykle použitím rozvojů řad. Výsledek je obvykle vyjádřen pomocí algebraických a trigonometrických funkcí dráhových elementů daného tělesa a perturbujících těles. Tento postup lze obecně aplikovat na mnoho různých podmínek a není specifický pro nějakou určitou sestavu gravitačních objektů.

## Periodická povaha

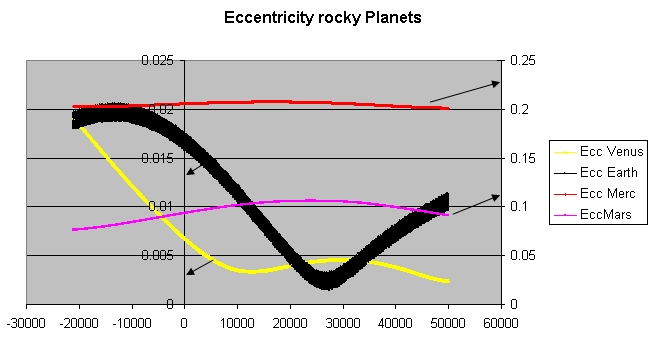
Gravitační simulační graf měnící se excentricity dráhy Merkuru, Venuše, Země a Marsu pro dalších 50 000 let. Bod 0 na tomto grafu je rok 2007.

Ve Sluneční soustavě je většina rušení pohybu jedné planety druhou periodických, složených z malých impulzů vznikajících pokaždé, když se planety přiblíží na svém orbitu. To způsobuje, že tělesa konají pohyby, které jsou periodické nebo kvaziperiodické, např. Měsíc na své silně rušené oběžné dráze, které jsou předmětem teorie lunárního pohybu. Periodicita poruch pohybu Uranu vedla v roce 1846 k objevu Neptunu.